# The Four Tops

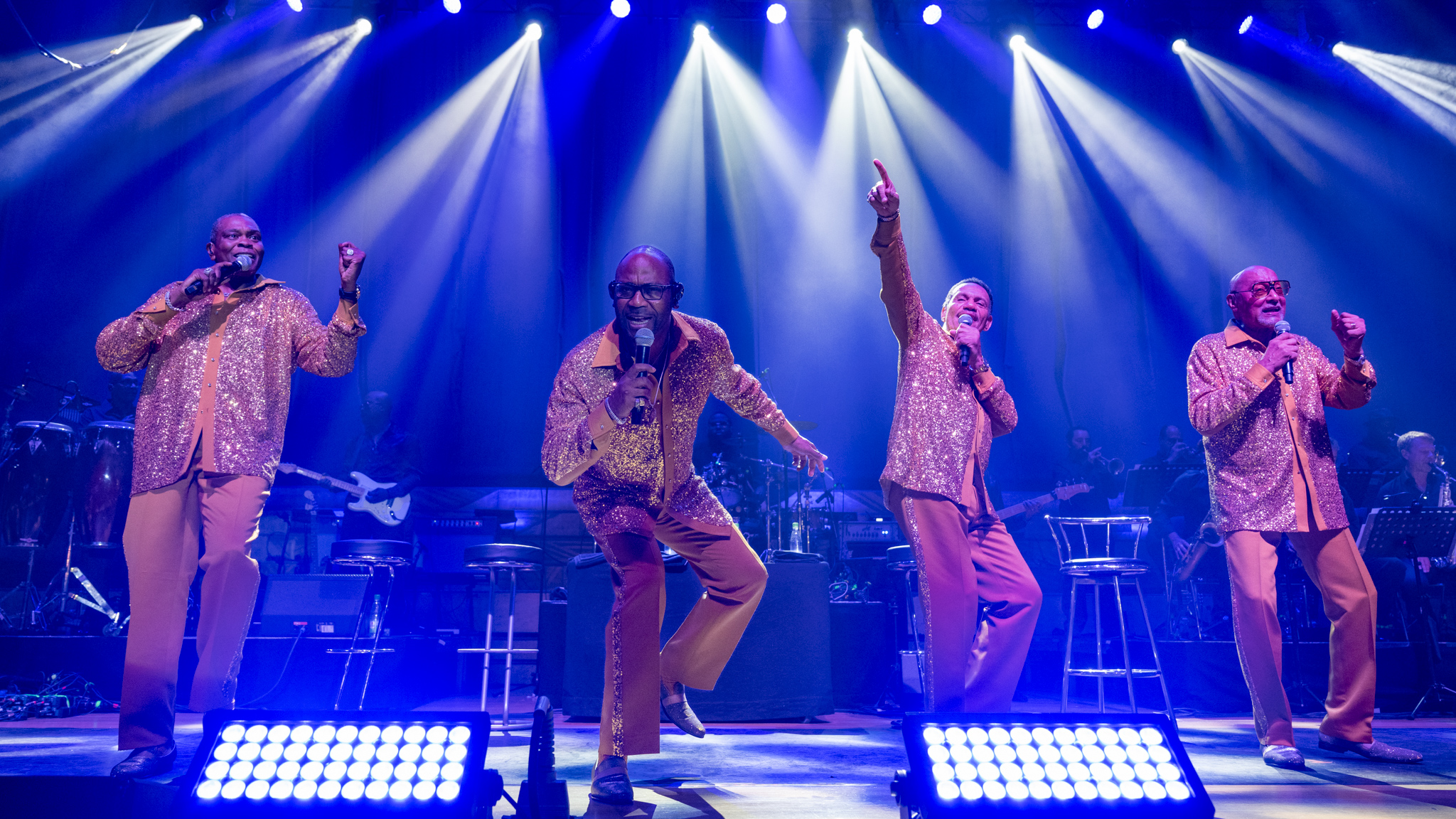
The Four Tops (2022)

The Four Tops sind eine afroamerikanische Soul-Gesangsgruppe aus Detroit. 

## Geschichte
Im Jahr 1953 wurde die Gruppe von Renaldo „Obie“ Benson, Abdul „Duke“ Fakir, Lawrence Payton und Levi Stubbs gegründet. Sie nannten sich zunächst Four Aims. 1956 erhielten sie einen Plattenvertrag von Chateau Records und nahmen ihre erste Platte auf. Bald darauf änderten sie ihren Namen in The Four Tops, um Verwechslungen mit den Ames Brothers zu vermeiden. Sie begleiteten Billy Eckstine bei seinen Tourneen und traten unter anderem im Vorprogramm von Count Basie und Brook Benton auf. Sie wechselten des Öfteren die Plattenlabels; so waren sie kurze Zeit auch bei Chess Records, bis Berry Gordy sie 1964 für Motown verpflichtete.
Bereits im Oktober 1964 gelangte ihre Single Baby I Need Your Loving in die höheren Regionen der Pop-Charts und erreichte sogar die Spitze der R&B-Singlecharts. Daraufhin folgten einige Hits, die größtenteils von dem Komponistenteam Eddie Holland, Lamont Dozier und Brian Holland stammten, darunter der Klassiker Reach Out I’ll Be There. Nachdem sich dieses Komponistenteam 1967 von Motown getrennt hatte, änderte sich der Stil der Four Tops unter Leitung des Produzenten Frank Wilson in Richtung symphonischer Begleitbesetzung. Nachdem der Erfolg nachließ, wechselte die Gruppe 1971 zu ABC Records.
1972 erschienen das Album Keeper of the Castle und drei ebenfalls erfolgreiche Single-Hits. Nach 1973 brachte die Band zunächst jedoch keinen Hit mehr in die Top 40. 1981 gelang ihnen dann ein Comeback mit der Single When She Was My Girl, die Platz 3 der britischen Pop-Charts erreichte. Als Folge davon nahm Motown die vier Sänger 1983 wieder unter Vertrag. Auf der LP Back Where I Belong waren auch wieder größtenteils Songs des Teams Holland, Dozier und Holland zu hören. Das Album entwickelte sich allerdings zu einem Flop. Bis 1988 blieben die Erfolge weiterhin klein. Dann veröffentlichte Arista Records das Album Indestructible, auf dem Aretha Franklin und Kenny G als Studiogäste zu hören sind. Der Titelsong schaffte es in die britischen Top 30 und erreichte in Deutschland Platz 14. Mit dem von Phil Collins geschriebenen Loco in Acapulco hatten die Four Tops 1989 ihren endgültig letzten Top-10-Hit.

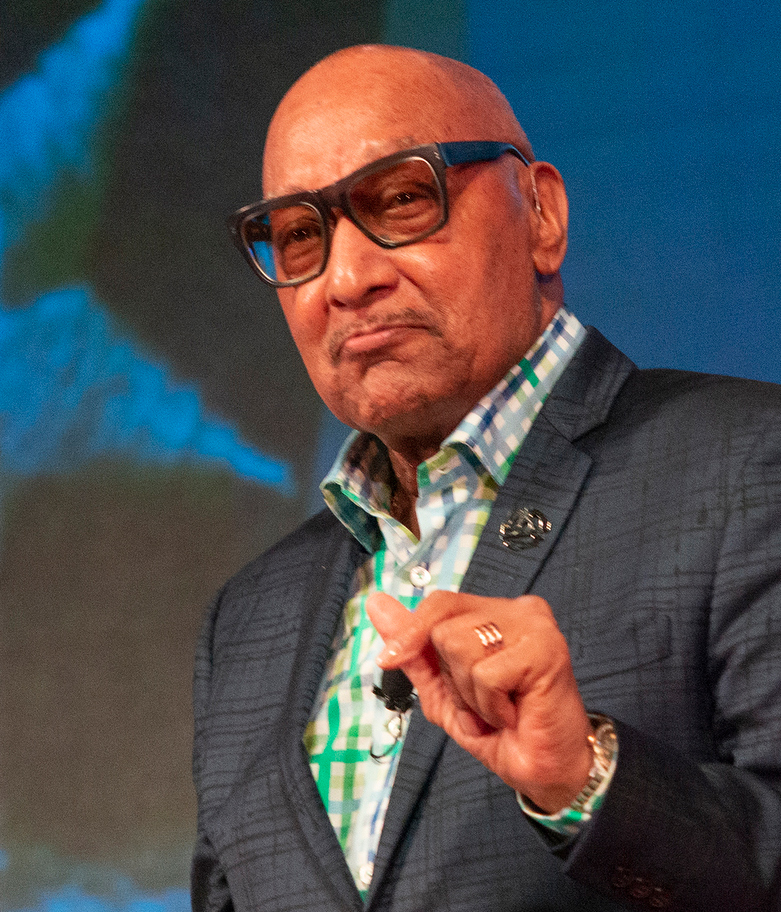
Duke Fakir (2019)

Am 21. Dezember 1988 hatten die Bandmitglieder nach Aufnahmesessions in Deutschland die Heimreise in die USA an Bord des Pan-American-Fluges PA103 gebucht, verpassten das Flugzeug jedoch. Nur wenige Stunden später explodierte dieses Flugzeug durch einen Bombenanschlag in der Luft (Lockerbie-Anschlag).
1990 wurden die Four Tops in die Rock and Roll Hall of Fame aufgenommen. In den Folgejahren traten sie oft auf und waren auch im Fernsehen häufig zu sehen. 1993 tourten sie noch einmal durch die USA. Als Payton 1997 starb, hatte die Gruppe 45 Jahre ohne Besetzungswechsel existiert.
Am 30. Oktober 2022 traten die Four Tops mit dem damals 87-jährigen Gründungsmitglied Duke Fakir in Deutschland auf. Im Anschluss traten The Temptations auf. Duke Fakir starb im Juli 2024 im Alter von 88 Jahren in Detroit.
Der Rolling Stone listete sie im Jahr 2011 auf Rang 79 der 100 größten Musiker aller Zeiten.

## Diskografie

### Studioalben
| Jahr | Titel Musiklabel                           | Höchstplatzierung, Gesamtwochen, AuszeichnungChartplatzierungen (Jahr, Titel, Musiklabel, Platzierungen, Wochen, Auszeichnungen, Anmerkungen) | Höchstplatzierung, Gesamtwochen, AuszeichnungChartplatzierungen (Jahr, Titel, Musiklabel, Platzierungen, Wochen, Auszeichnungen, Anmerkungen) | Höchstplatzierung, Gesamtwochen, AuszeichnungChartplatzierungen (Jahr, Titel, Musiklabel, Platzierungen, Wochen, Auszeichnungen, Anmerkungen) | Anmerkungen |
| Jahr | Titel Musiklabel                           | DE | UK | US | Anmerkungen |
| ---- | ------------------------------------------ | --- | --- | --- | --- |
| 1965 | Four Tops Motown                           | — | — | US63 (27 Wo.)US | Erstveröffentlichung: 21. Januar 1965 |
| 1965 | Four Tops Second Album Motown              | — | — | US20 (35 Wo.)US | Erstveröffentlichung: 13. November 1965 |
| 1966 | 4 Tops on Top Motown                       | — | UK9 (23 Wo.)UK | US32 (22 Wo.)US | Erstveröffentlichung: Juli 1966 |
| 1967 | Reach Out Motown                           | — | UK4 (34 Wo.)UK | US11 (59 Wo.)US | Erstveröffentlichung: 17. Juli 1967 |
| 1968 | Yesterday’s Dreams Motown                  | — | UK37 (1 Wo.)UK | US91 (16 Wo.)US | Erstveröffentlichung: September 1968 erstes Album, nachdem Hitautoren Holland–Dozier–Holland Motown verlassen hatten (ein letzter Song des Trios ist noch enthalten)             |
| 1969 | Four Tops Now! Motown                      | — | — | US74 (10 Wo.)US | Erstveröffentlichung: März 1969 |
| 1969 | Soul Spin Motown                           | — | — | US163 (6 Wo.)US | Erstveröffentlichung: November 1969 |
| 1970 | Still Waters Run Deep Motown               | — | UK29 (8 Wo.)UK | US21 (42 Wo.)US | Erstveröffentlichung: März 1970 |
| 1970 | Changing Times Motown                      | — | — | US109 (12 Wo.)US | Erstveröffentlichung: September 1970 |
| 1970 | The Magnificent Seven Motown               | — | UK6 (11 Wo.)UK | US113 (16 Wo.)US | Erstveröffentlichung: September 1970 erstes von drei gemeinsamen Alben der beiden Motown-Erfolgsgruppen, enthält neben zehn Coversongs und zwei neue Lieder Supremes & Four Tops |
| 1971 | The Return of the Magnificent Seven Motown | — | — | US154 (6 Wo.)US | Erstveröffentlichung: 13. Juli 1971 das zweite Gemeinschaftsalbum mit neuen Songs Supremes & Four Tops                                                                           |
| 1971 | Dynamite Motown                            | — | — | US160 (6 Wo.)US | Erstveröffentlichung: Dezember 1971 Supremes & Four Tops |
| 1972 | Nature Planned It Motown                   | — | — | US50 (28 Wo.)US | Erstveröffentlichung: 17. April 1972 |
| 1972 | Keeper of the Castle ABC Dunhill           | — | — | US33 (31 Wo.)US | Erstveröffentlichung: November 1972 |
| 1973 | Main Street People ABC Dunhill             | — | — | US66 (14 Wo.)US | Erstveröffentlichung: September 1973 |
| 1974 | Meeting of the Minds ABC Dunhill           | — | — | US118 (11 Wo.)US | |
| 1975 | Night Lights Harmony ABC Dunhill           | — | — | US148 (5 Wo.)US | Erstveröffentlichung: Juli 1975 |
| 1976 | Catfish ABC Dunhill                        | — | — | US124 (8 Wo.)US | |
| 1977 | The Show Must Go On ABC Dunhill            | — | — | — | |
| 1978 | At the Top ABC Dunhill                     | — | — | — | |
| 1981 | Tonight! Casablanca Records                | — | — | US37 (21 Wo.)US | Erstveröffentlichung: 17. August 1981 |
| 1982 | One More Mountain Casablanca Records       | — | — | — | Erstveröffentlichung: 9. August 1982 |
| 1983 | Back Where I Belong Motown                 | — | — | — | Erstveröffentlichung: 6. Oktober 1983 |
| 1985 | Magic Motown                               | — | — | US140 (9 Wo.)US | Erstveröffentlichung: 15. Mai 1985 |
| 1988 | Indestructible Arista                      | DE33 (10 Wo.)DE | — | US149 (7 Wo.)US | Erstveröffentlichung: 25. August 1988 |
| 1995 | Christmas Here with You Motown             | — | — | — | Erstveröffentlichung: November 1995 |

### Livealben
| Jahr | Titel Musiklabel              | Höchstplatzierung, Gesamtwochen, AuszeichnungChartplatzierungen (Jahr, Titel, Musiklabel, Platzierungen, Wochen, Auszeichnungen, Anmerkungen) | Höchstplatzierung, Gesamtwochen, AuszeichnungChartplatzierungen (Jahr, Titel, Musiklabel, Platzierungen, Wochen, Auszeichnungen, Anmerkungen) | Höchstplatzierung, Gesamtwochen, AuszeichnungChartplatzierungen (Jahr, Titel, Musiklabel, Platzierungen, Wochen, Auszeichnungen, Anmerkungen) | Anmerkungen                                                               |
| Jahr | Titel Musiklabel              | DE | UK | US | Anmerkungen                                                               |
| ---- | ----------------------------- | --- | --- | --- | ------------------------------------------------------------------------- |
| 1966 | Four Tops Live! Motown        | — | UK4 (72 Wo.)UK | US17 (43 Wo.)US | Erstveröffentlichung: November 1966 aufgenommen im Roostertail in Detroit |
| 1967 | 4 Tops on Broadway Motown     | — | — | US17 (15 Wo.)US | Erstveröffentlichung: 1. März 1967                                        |
| 1974 | Live & in Concert ABC Dunhill | — | — | US92 (9 Wo.)US |                                                                           |

### Kompilationen
| Jahr | Titel Musiklabel                   | Höchstplatzierung, Gesamtwochen, AuszeichnungChartplatzierungen (Jahr, Titel, Musiklabel, Platzierungen, Wochen, Auszeichnungen, Anmerkungen) | Höchstplatzierung, Gesamtwochen, AuszeichnungChartplatzierungen (Jahr, Titel, Musiklabel, Platzierungen, Wochen, Auszeichnungen, Anmerkungen) | Höchstplatzierung, Gesamtwochen, AuszeichnungChartplatzierungen (Jahr, Titel, Musiklabel, Platzierungen, Wochen, Auszeichnungen, Anmerkungen) | Anmerkungen                       |
| Jahr | Titel Musiklabel                   | DE | UK | US | Anmerkungen                       |
| ---- | ---------------------------------- | --- | --- | --- | --------------------------------- |
| 1967 | The Four Tops Greatest Hits Motown | — | UK1 (67 Wo.)UK | US4 Gold · (73 Wo.)US | Erstveröffentlichung: August 1967 |
| 1971 | Four Tops Greatest Hits, Vol. 2    | — | UK25 (10 Wo.)UK | US106 (10 Wo.)US |                                   |
| 1973 | The Four Tops Story 1964–1972      | — | UK35 (5 Wo.)UK | — |                                   |
| 1973 | The Best of the 4 Tops             | — | UK13 (13 Wo.)UK | US103 (9 Wo.)US |                                   |
| 1990 | Their Greatest Hits                | — | UK47 (6 Wo.)UK | — |                                   |
| 1992 | The Singles Collection             | — | UK11 Silber · (5 Wo.)UK | — |                                   |

Weitere Kompilationen
- 1982: The Best of the Four Tops (K-tel, UK: Gold)
- 1982: Motown Legends (Motown)
- 1996: Master Series (PolyGram)
- 1997: Reach Out I’ll Be There (Spectrum, UK: Silber)
- 1997: The Ultimate Collection (Motown, UK: Gold)
- 1999: Lost & Found: Breaking Through (Motown)
- 2000: The Masters Collection (Spectrum Music, UK: Silber)
- 2005: Gold (Motown, UK: Silber)

### Singles
| Jahr | Titel Album                                                           | Höchstplatzierung, Gesamtwochen/‑monate, AuszeichnungChartplatzierungen (Jahr, Titel, Album, Platzierungen, Wochen/Monate, Auszeichnungen, Anmerkungen) | Höchstplatzierung, Gesamtwochen/‑monate, AuszeichnungChartplatzierungen (Jahr, Titel, Album, Platzierungen, Wochen/Monate, Auszeichnungen, Anmerkungen) | Höchstplatzierung, Gesamtwochen/‑monate, AuszeichnungChartplatzierungen (Jahr, Titel, Album, Platzierungen, Wochen/Monate, Auszeichnungen, Anmerkungen) | Höchstplatzierung, Gesamtwochen/‑monate, AuszeichnungChartplatzierungen (Jahr, Titel, Album, Platzierungen, Wochen/Monate, Auszeichnungen, Anmerkungen) | Anmerkungen |
| Jahr | Titel Album                                                           | DE | AT | UK | US | Anmerkungen |
| ---- | --------------------------------------------------------------------- | --- | --- | --- | --- | --- |
| 1960 | Ain’t That Love –                                                     | — | — | — | US93 (1 Wo.)US | Erstveröffentlichung: Oktober 1960 Charteinstieg in US nach Re-Release 1965 |
| 1964 | Baby I Need Your Loving Four Tops                                     | — | — | — | US11 (12 Wo.)US | Erstveröffentlichung: 10. Juli 1964 Autoren: Holland–Dozier–Holland Rock and Roll Hall of Fame, Platz 390 der Rolling-Stone-500, Platz 8 der BMI Songs of the Century                                                                              |
| 1964 | Without the One You Love (Life’s Not Worth While) Four Tops           | — | — | — | US43 (5 Wo.)US | Erstveröffentlichung: November 1964 Autoren: Holland–Dozier–Holland |
| 1965 | Ask the Lonely Four Tops                                              | — | — | — | US24 (8 Wo.)US | Erstveröffentlichung: 5. Januar 1965 Autoren: Ivy Jo Hunter, Mickey Stevenson |
| 1965 | I Can’t Help Myself Four Tops Second Album                            | — | — | UK10 a ×2Doppelplatin · (20 Wo.)UK | US1 (14 Wo.)US | Erstveröffentlichung: 23. April 1965 Autoren: Holland–Dozier–Holland Platz 415 der Rolling-Stone-500 |
| 1965 | It’s the Same Old Song Four Tops Second Album                         | — | — | UK34 Silber · (8 Wo.)UK | US5 (9 Wo.)US | Erstveröffentlichung: Juli 1965 Autoren: Holland–Dozier–Holland |
| 1965 | Something About You Four Tops Second Album                            | — | — | — | US19 (7 Wo.)US | Erstveröffentlichung: 21. Oktober 1965 Autoren: Holland–Dozier–Holland |
| 1966 | Shake Me, Wake Me (When It’s Over) 4 Tops on Top                      | — | — | — | US18 (9 Wo.)US | Erstveröffentlichung: 2. Februar 1966 Autoren: Holland–Dozier–Holland |
| 1966 | Loving You Is Sweeter Than Ever 4 Tops on Top                         | — | — | UK21 (12 Wo.)UK | US45 (8 Wo.)US | Erstveröffentlichung: Mai 1966 Autoren: Stevie Wonder, Ivy Jo Hunter |
| 1966 | Reach Out I’ll Be There Four Tops Reach Out                           | DE13 (1½ Mt.)DE | — | UK1 Platin · (16 Wo.)UK | US1 Gold · (15 Wo.)US | Erstveröffentlichung: 18. August 1966 Autoren: Holland–Dozier–Holland Grammy Hall of Fame, Rock and Roll Hall of Fame Platz 206 der Rolling-Stone-500                                                                                              |
| 1966 | Standing in the Shadows of Love Four Tops Reach Out                   | DE29 (½ Mt.)DE | — | UK6 (8 Wo.)UK | US6 (10 Wo.)US | Erstveröffentlichung: 28. November 1966 Autoren: Holland–Dozier–Holland Platz 464 der Rolling-Stone-500 |
| 1967 | Bernadette Four Tops Reach Out                                        | — | — | UK8 b (10 Wo.)UK | US4 (10 Wo.)US | Erstveröffentlichung: 16. Februar 1967 Autoren: Holland–Dozier–Holland |
| 1967 | 7 Rooms of Gloom Four Tops Reach Out                                  | — | — | UK12 (9 Wo.)UK | US14 (8 Wo.)US | Erstveröffentlichung: 4. Mai 1967 Autoren: Holland–Dozier–Holland |
| 1967 | You Keep Running Away Four Tops Greatest Hits, Volume 2               | — | — | UK26 (7 Wo.)UK | US19 (8 Wo.)US | Erstveröffentlichung: 29. August 1967 Autoren: Holland–Dozier–Holland |
| 1967 | I’ll Turn to Stone Four Tops Reach Out                                | — | — | — | US76 (5 Wo.)US | Erstveröffentlichung: 15. September 1967 Autoren: Holland–Dozier–Holland; B-Seite von Seven Rooms of Gloom |
| 1967 | Walk Away Renee Four Tops Reach Out                                   | DE31 (½ Mt.)DE | — | UK3 (11 Wo.)UK | US14 (8 Wo.)US | Erstveröffentlichung: 8. Dezember 1967 Original: The Left Banke (1966) |
| 1968 | If I Were a Carpenter Four Tops Reach Out                             | DE34 (1½ Mt.)DE | — | UK7 (11 Wo.)UK | US20 (10 Wo.)US | Erstveröffentlichung: März 1969 Autor: Tim Hardin, 1966 ein Hit für Bobby Darin |
| 1968 | Yesterday’s Dreams                                                    | — | — | UK23 (15 Wo.)UK | US49 (6 Wo.)US | Erstveröffentlichung: Juni 1968 Autoren: Ivy Jo Hunter, Pam Sawyer, Vernon Bullock, Jack Goga |
| 1968 | I’m in a Different World Yesterday’s Dreams                           | — | — | UK27 (13 Wo.)UK | US51 (6 Wo.)US | Erstveröffentlichung: September 1969 die letzte Single, die Holland–Dozier–Holland bei Motown für die Four Tops schrieben |
| 1969 | What Is a Man Four Tops Now!                                          | — | — | UK16 (11 Wo.)UK | US53 (7 Wo.)US | Erstveröffentlichung: April 1969 Produzent und Co-Autor: Johnny Bristol |
| 1969 | Do What You Gotta Do Four Tops Now!                                   | — | — | UK11 (11 Wo.)UK | — | Erstveröffentlichung: 12. September 1969 Original: Johnny Rivers (1967), Autor: Jimmy Webb |
| 1969 | Don’t Let Him Take Your Love from Me Four Tops Now!                   | — | — | — | US45 (7 Wo.)US | Erstveröffentlichung: November 1969 Autoren: Barrett Strong, Norman Whitfield |
| 1970 | It’s All in the Game Still Waters Run Deep                            | — | — | UK5 (16 Wo.)UK | US24 (13 Wo.)US | Erstveröffentlichung: März 1970 Musik: Charles Dawes, Text: Carl Sigman (1951) 1958 ein US-Nummer-eins-Hit für Tommy Edwards |
| 1970 | Still Water (Love) Still Waters Run Deep                              | — | — | UK10 (12 Wo.)UK | US11 (14 Wo.)US | Erstveröffentlichung: August 1970 Autoren: Frank Wilson, Smokey Robinson |
| 1970 | River Deep – Mountain High The Magnificent Seven                      | — | — | UK11 (10 Wo.)UK | US14 (10 Wo.)US | Erstveröffentlichung: 5. November 1970 Autoren: Phil Spector, Jeff Barry, Ellie Greenwich Original: Ike & Tina Turner (1966); mit den Supremes |
| 1971 | Just Seven Numbers (Can Straighten Out My Life) Changing Times        | — | — | UK36 (5 Wo.)UK | US40 (8 Wo.)US | Autoren: Gloria Jones, Pam Sawyer |
| 1971 | You Gotta Have Love in Your Heart The Return of the Magnificent Seven | — | — | UK25 (10 Wo.)UK | US55 (5 Wo.)US | Erstveröffentlichung: 11. Mai 1971 mit den Supremes |
| 1971 | In These Changing Times Changing Times                                | — | — | — | US70 (4 Wo.)US | Erstveröffentlichung: Mai 1971 |
| 1971 | MacArthur Park (Part II) Four Tops Now!                               | — | — | — | US38 (8 Wo.)US | Erstveröffentlichung: August 1971 Autor: Jimmy Webb 1968 ein Hit für Richard Harris und 1978 noch einmal für Donna Summer |
| 1971 | Simple Game –                                                         | — | — | UK3 (11 Wo.)UK | US90 (3 Wo.)US | Erstveröffentlichung: September 1971 Original: The Moody Blues (1968) |
| 1972 | Walk with Me, Talk with Me, Darling Nature Planned It                 | — | — | UK32 (6 Wo.)UK | — | Erstveröffentlichung: 14. Juli 1972 |
| 1972 | (It’s the Way) Nature Planned It Nature Planned It                    | — | — | — | US53 (9 Wo.)US | Erstveröffentlichung: August 1972 |
| 1972 | Keeper of the Castle                                                  | — | — | UK18 (9 Wo.)UK | US10 (12 Wo.)US | Erstveröffentlichung: November 1972 die erste Single beim Label ABC Dunhill nach der Trennung von Motown Autoren: Dennis Lambert, Brian Potter |
| 1973 | Ain’t No Woman (Like the One I’ve Got) Keeper of the Castle           | — | — | — | US4 Gold · (15 Wo.)US | Autoren: Dennis Lambert, Brian Potter |
| 1973 | Are You Man Enough Main Street People                                 | — | — | — | US15 (13 Wo.)US | Erstveröffentlichung: Mai 1973 Autoren: Dennis Lambert, Brian Potter Film: Shaft in Afrika |
| 1973 | Sweet Understanding Love Main Street People                           | — | — | UK29 (10 Wo.)UK | US33 (9 Wo.)US | Erstveröffentlichung: Oktober 1973 |
| 1973 | I Just Can’t Get You Out of My Mind Main Street People                | — | — | — | US62 (8 Wo.)US | Erstveröffentlichung: Dezember 1973 Autoren: Dennis Lambert, Brian Potter |
| 1974 | One Chain Don’t Make No Prison Meeting of the Minds                   | — | — | — | US41 (8 Wo.)US | Erstveröffentlichung: April 1974 Autoren: Dennis Lambert, Brian Potter |
| 1974 | Midnight Flower Meeting of the Minds                                  | — | — | — | US55 (7 Wo.)US | Erstveröffentlichung: August 1974 |
| 1975 | Seven Lonely Nights Night Lights Harmony                              | — | — | — | US71 (4 Wo.)US | Erstveröffentlichung: Mai 1975 |
| 1975 | We All Gotta Stick Together Night Lights Harmony                      | — | — | — | US97 (1 Wo.)US | Erstveröffentlichung: August 1975 |
| 1976 | Catfish                                                               | — | — | — | US71 (6 Wo.)US | Erstveröffentlichung: September 1976 |
| 1981 | When She Was My Girl Tonight!                                         | — | — | UK3 Silber · (10 Wo.)UK | US11 (22 Wo.)US | Erstveröffentlichung: August 1981 Autoren: Larry Gottlieb, Marc Blatte |
| 1981 | Don’t Walk Away Tonight!                                              | DE37 (9 Wo.)DE | — | UK16 (11 Wo.)UK | — | Autor: Jerry Knight |
| 1981 | Tonight I’m Gonna Love You All Over Tonight!                          | — | — | UK43 (4 Wo.)UK | — | Erstveröffentlichung: Dezember 1981 |
| 1982 | Back to School Again Grease 2 O.S.T.                                  | — | — | UK62 (2 Wo.)UK | US71 (7 Wo.)US | Erstveröffentlichung: Mai 1982 Film: Grease 2 Autoren: Howard Greenfield, Louis St. Louis |
| 1982 | Sad Hearts One More Mountain                                          | — | — | — | US84 (3 Wo.)US | Erstveröffentlichung: Juli 1982 Autoren: Larry Gottlieb, Marc Blatte |
| 1983 | I Just Can’t Walk Away Back Where I Belong                            | — | — | — | US71 (9 Wo.)US | die Single bedeutete die Rückkehr zu Motown und zum Songwritertrio Holland–Dozier–Holland |
| 1988 | Reach Out I’ll Be There –                                             | — | — | UK11 (9 Wo.)UK | — | Remix |
| 1988 | Indestructible                                                        | DE14 (17 Wo.)DE | AT22 (½ Mt.)AT | UK30 (7 Wo.)UK | US35 (11 Wo.)US | Erstveröffentlichung: August 1988 Autoren: Bobby Sandstrom, Michael Price in den USA von der NBC in der Olympia-Berichterstattung verwendet; in Großbritannien wurde die Originalversion erst im Februar 1989 veröffentlicht feat. Smokey Robinson |
| 1988 | Indestructible (UK-Mix) –                                             | — | — | UK55 (4 Wo.)UK | — | nur in Großbritannien veröffentlicht feat. Smokey Robinson |
| 1988 | Loco in Acapulco Indestructible                                       | DE23 (16 Wo.)DE | — | UK7 Gold · (13 Wo.)UK | — | Erstveröffentlichung: 14. November 1988 Autoren: Phil Collins, Lamont Dozier |

grau schraffiert: keine Chartdaten aus diesem Jahr verfügbar
Weitere Singles
- 1956: If Only I Had Known (Grady)
- 1956: Could It Be You? (Chess)
- 1962: Pennies from Heaven (Riverside)
- 1976: I’m Glad You Walked into My Life (ABC Dunhill)
- 1982: Let Me Set You Free (Casablanca)
- 1983: I Believe in You and Me (Casablanca)
- 1988: If Ever a Love There Was (mit Aretha Franklin, Arista)
- 1989: Change of Heart (Arista)

## Auszeichnungen für Musikverkäufe
| Goldene Schallplatte - Dänemark - 2024: für die Single I Can’t Help Myself - Spanien - 2024: für die Single I Can’t Help Myself | 2× Platin-Schallplatte - Neuseeland - 2023: für die Single I Can’t Help Myself |

Anmerkung: Auszeichnungen in Ländern aus den Charttabellen bzw. Chartboxen sind in ebendiesen zu finden.
| Land/RegionAuszeichnungen für Musikverkäufe (Land/Region, Auszeichnungen, Verkäufe, Quellen) | Silber     | Gold     | Platin     | Verkäufe  | Quellen             |
| -------------------------------------------------------------------------------------------- | ---------- | -------- | ---------- | --------- | ------------------- |
| Dänemark (IFPI)                                                                              | —          | Gold1    | —          | 45.000    | ifpi.dk             |
| Neuseeland (RMNZ)                                                                            | —          | —        | 2× Platin2 | 60.000    | radioscope.co.nz    |
| Spanien (Promusicae)                                                                         | —          | Gold1    | —          | 30.000    | elportaldemusica.es |
| Vereinigte Staaten (RIAA)                                                                    | —          | 3× Gold3 | —          | 2.000.000 | riaa.com            |
| Vereinigtes Königreich (BPI)                                                                 | 5× Silber5 | 3× Gold3 | 3× Platin3 | 2.980.000 | bpi.co.uk           |
| Insgesamt                                                                                    | 5× Silber5 | 8× Gold8 | 5× Platin5 |           |                     |